# قوپا
قوپا (بزرگ Ϟ، کوچکϟ; (به یونانی: κόππα) [koppa]) یکی از حرف‌های الفبای یونانی اولیه بود. این حرف در اصل از ق  در الفبای فنیقی گرفته شده بود و در ابتدا صدای «ک» می‌داد اما به مرور زمان به خاطر وجود کاپا (K) در یونانی کاربرد آن کم و حذف شد. هم‌اکنون استفاده از آن صرفاً در عددنویسی یونانی به عنوان نماد عدد ۹۰ کاربرد دارد. کاپا همچنین منشا ایجاد حرف Q در الفبای لاتین است.